# Selznick International Pictures
Selznick International Pictures – wytwórnia filmowa założona przez Davida O. Selznicka działająca w latach 1936–1945.

## Produkcja filmowa

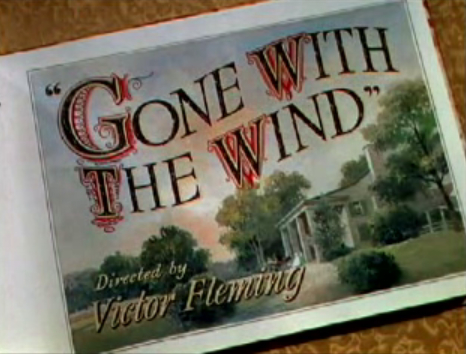
Przeminęło z wiatrem

- Urzeczona (1945, nagrodzony Oscarem)
- Od kiedy cię nie ma (1944, nagrodzony Oscarem)
- I'll Be Seeing You (1944)
- Rebeka (1940, nagrodzony Oscarem)
- Przeminęło z wiatrem (1939, nagrodzony Oscarem)
- Intermezzo (1939)
- Stworzeni dla siebie (1939)
- Młode serca (1938)
- Przygody Tomka Sawyera (1938)
- Żadnych świętości (1937)
- Więzień Zendy (1937)
- Narodziny gwiazdy (1937)
- Ogród Allaha (1936)
- Mały lord (1936)